# Людвіг III (граф Вюртембергу)
Людвіг III (нім. Ludwig III.; бл. 1166–1241) — 4-й граф Вюртемберзький в 1181—1241 роках.

## Життєпис
Походив з Вюртемберзького дому. Другий син Людвіга II, графа Вюртембергу, та Віллібірги фон Кіхберг. Народився близько 1166 року. У 1179 році втратив матір. 1181 року після смерті батька разом зі старшим братом Гарманом I став графом Вюртембергу.
Спочатку брати продовжили політику союзу з Гогенштауфенами. 1194 року брав участь у поході імператора Генріха IV до Сицилії. 1197 року перейшов на бік Оттона Вельфа.
У 1204 році після поразки останнього підкорився Філіппу Гогенштауфену. 1208 року після смерті Філіппа, короля Німеччини, спільно з братом знову став на бік Оттона Вельфа. Під час відсутності брата Гартмана I, який супроводжував Оттона IV на коронацію до Риму, керував Вюртембергом.
1212 року разом з братом скорився Фрідріху II Гогенштауфену. В подальшому зберігав вірність останньому.
До 1226 року відноситься остання письмова згадка про Людвіга III — був свідком хартії Генріха Гогенштауфена, короля Німеччини. 1240 року після смерті брата став одноосібним правителем Вюртембергу. Помер 1241 року. Йому спадкував внучатий небіж Ульріх I.

## Родина
Дружина — N, донька графа Адальберта III фон Ділінгена або графа Ульріха III фон Кибург-Ділінгена